# Mała Szestirnia
Mała Szestirnia (ukr. Мала Шестірня) – wieś na Ukrainie, w obwodzie chersońskim, w rejonie berysławskim. W 2001 liczyła 380 mieszkańców.